# Ангиоедем
Ангиоедем (синоними: Квинкеов едем (енгл. Quincke's edema), и старији назив: ангионеуротски едем) се карактерише појавом отока коже, слузокоже гастроинтестиналног тракта, језика, глотиса и ларинкса који се јављају повремено и у неправилним размацима. Могу се јавити заједно са уртикаријом, код које је присутна реакција само површинског дерма или као самосталан облик код кога се промјене налазе поред дерма и у поткожном ткиву.

## Етиологија
У зависности од механизма настанка ангиоедема разликује се више облика:
- Ангиоедем узрокован дејством хистамина је најчешћи облик. Јавља се обично у одраслом добу са појавом отока очних капака, усана уз могућност појаве отока глотиса и ларинкса. Узрок појаве ових едема често остаје неоткривен. Хистамин је један од многобројних медијатора алергијске реакције који се ослобађа из мастоцита и базофила. Он дјелује тако што повећава пермеабилност крвних судова, проширује их доводећи до губитка волумена плазме са екстрацелуларним нагомилавањем течности. На овај се начин образују едеми.

- Ангиоедем може бити изазван дејством лијекова као што су АКЕ-инхибитори[2][3][4], који се користе у лијечењу артеријске хипертензије и срчане инсуфицијенције. Они доводе до повећања концентрације брадикинина - супстанце која има неуротрансмитерску функцију и вазодилатацијска својства.[5] Основна функција АКЕ-ензима (АКЕ – Ангиотензин Конвертујући Ензим) је конверзија ангиотензина I у ангиотензин II, а разграђује и брадикинин. Највећа концентрација овог ензима налази се на ендотелним површинама крвних судова плућа. Блокадом овог ензима АКЕ-инхибиторима (нпр. лизиноприл) повећава се концентрација брадикинина прије свега у структурама респираторног система уз могућност појаве сувог кашља и Квинкеовог едема.
- Ангиоедем узрокован недостатком инхибитора -естеразе (инхибира прву C1-компоненту система комплемената) је много рјеђи облик који се наслеђује аутозомно-доминантно. Утврђено је да постоји мутација гена на једанаестом хромозому. Код овог облика постоји комплетан недостатак инхибитора C1-естеразе (Тип 1, око 85%) или га има, али је нефункционалан (Тип 2, око 15%). Недостатак или нефункционалност овог ензима проузрокује повећање концентрације брадикинина. Појављује се често у дјетињству и младости и бива изазван траумама, операцијама, емоционалним стресовима. Отоци се локализују у пределу лица, на екстремитетима или захватају гастроинтестинални тракт.

Референтне лабораторијске вриједности инхибитора -естеразе крећу се између 0,2-0,34 g/l, а функционална активност одређује се фотометријским методама.
Ангиоедем представља ургентно стање у медицини, јер може довести до гушења због отока ларинкса и глотиса сужења њиховог лумена.

## Клиничка слика
Клинички се испољава као поремећај гутања, промјена гласа све до промуклости, стридорозно отежано чујно дисање, осјећај недостатка зрака уз знаке пренадражености нервног система, главобоља, вртоглавица. Едеми коже и слузокоже дају осјећај напетости.
Симптоми и знаци угроженог гастроинтестиналног тракта се испољавају мучнином, повраћањем, проливима, илеусом (због едема слузнице затвара се лумен цријева) и коликама које могу дати слику акутног абдомена.

## Терапија
Терапија ангиоедема зависи од стадијума у коме се пацијент налази и узрока који га је изазвао. Ако је присутна опструкција дисајних путева приступа се ендотрахеалној интубацији, а ако се она не може извјести због едема онда се врши кониотомија (пресијецање лат. Ligamentum conicum-cricothureoideum - лигамент који сприједа повезује штитасту хрскавицу (лат. Cartilago thureoidea) и лук прстенасте хрскавице гркљана - (лат. Arcus cartialaginis cricoideae)) увлачењем тубуса пречника 5-7 mm у душник дужине око 5 cm.
У случајевима едема узрокованог дејством хистамина аплицирају се антихистаминици, кортикостероиди, по потреби адреналин и надокнађују се течност. Количина кисеоника која се даје износи 4-8 литара.
Ако се зна да се ради о недостатку инхибитора -естеразе онда се он надокнађује давањем 1000-2000 интернационалних јединица његовог концентрата. Дугорочна терапија спроводи се одређеним препаратима андрогених хормона или ε-Аминокапронском киселином (епсилон-Аминокапронска киселина). Код ове врсте ангиоедема не дјелују антихистаминици и кортикостероиди, који су код осталих форми основна хитна терапија. Овим пацијентима се савјетује да са собом увијек носе једну до двије ампуле инхибитора -естеразе, које у случају потребе може сам себи да убризга, или да то учини друга особа.